# Август I Вилхелм фон Хоенлое-Ингелфинген
Август I Вилхелм фон Хоенлое-Ингелфинген (на немски: August I Wilhelm von Hohenlohe-Ingelfingen; * 12 май 1720 в Ингелфинген; † 15 февруари 1769 в Ордруф) е граф (1743 – 1763) и от 1764 до 1769 г. княз на Хоенлое-Ингелфинген и генерал на Саксония-Гота.

## Биография
Той е син на граф Христиан Крафт фон Хоенлое-Ингелфинген (1668 – 1743) и съпругата му графиня Мария Катарина София фон Хоенлое-Валденбург (1680 – 1761), дъщеря на граф Хискиас фон Хоенлое-Валденбург-Пфеделбах (1631 – 1685) и Доротея Елизабет фон Хоенлое-Валденбург (1650 – 1711). Брат е на граф Филип Хайнрих (1702 – 1781), 1. княз на Хоенлое-Ингелфинген, граф Христиан Лудвиг Мориц (1704 -1758), и на Хайнрих Август (1715 – 1796), 1. княз на Хоенлое-Ингелфинген (1781 – 1796).
Император Франц I издига на 7 януари 1764 г. Август I Вилхелм с братята му на имперски княз. Той умира без наследник на 15 февруари 1769 г. на 48 години в Ордруф и е погребан там. Единственият наследник на страната е брат му Хайнрих Август.

## Фамилия
Първи брак: на 26 ноември 1752 г. в Кобург се жени за графиня Августина (Мария Емеренция) фон Ауершперг (* 1729; † 14 декември 1753, Гота; погребана в Ордруф), дъщеря на граф Волфганг Августин фон Ауершперг от Австрия (1700 – 1731) и Сузанна Елизабет Доротея Фридерика фон Ауершперг (1709 – 1731). Те нямат деца.
Втори брак: на 30 декември 1754 г. в Зомерхаузен се жени за графиня Йозина Елизабет фон Рехтерен-Лимпург (* 11 февруари 1738; † 24 април 1804, Ордруф, погребана там), дъщеря на граф Жан Еверт Адолф фон Рехтерен-Лимпург-Шпекфелд (1714 – 1754) и Йозина Елизабет фон Рехтерен (5 декември 1713 – 13 февруари 1738). Те нямат деца.